# Selenocosmia insignis
Selenocosmia insignis là một loài nhện trong họ Theraphosidae.
Loài này thuộc chi Selenocosmia. Selenocosmia insignis được Eugène Simon miêu tả năm 1890.